# Jacob af Forselles
Jacob af Forselles, före adlandet 1767 Forsell, född 17 augusti 1696 i Veckelax, död 28 augusti 1768 i Lovisa, var en svensk affärsman och riksdagsman.
Jacob Forsell var son till rådmannen i Veckelax Nystad Henrik Jordansson. Sedan staden 1712 förstörts av ryssarna ägnade sig Jacob Forsell åt lanthandel men anslöt sig 1714 till en frikår som förde gerillakrig mot de ryska ockupationstrupperna. Som sådan fick han tillnamnet Sissi-Jaakko. Han anklagades efter kriget för att ha begått övergrepp under sin tid i frikåren med frikändes. Från 1721 deltog han i återuppbyggandet av Fredrikshamn och var under 1730-talet en av de främsta handelsmännen i staden. Tillsammans med borgmästaren Friedrich Wittstock anlade han 1730 Skogby sågkvarn i Veckelax. Han ägnade sig som handelsman främst åt trävaruexport och saltimport. I samband med Lilla ofreden flydde Jacob Forsell från Fredrikshamn och vistades i Stockholm. Mycket av hans ägodelar beslagtogs under kriget och då man var rädd att han efter kriget skulle slå sig ned i den ryska delen av Finland gavs han ersättning för sina förluster. Tillsammans med ett antal borgare från Fredrikshamn, Nyslott och Villmanstrand lade han fram förslaget om anläggandet av en staden Degerby och 1747 blev han stadens borgmästare; staden bytte 1752 namn till Lovisa. Som ombud för staden deltog han vid borgarståndets möten 1746–1747, 1751–1752 och 1755–1756 och närvarade vid riksdagen 1746–1747. Forsell tillhörde hattpartiet. År 1752 fick Forsell assessors namn och då han lämnade borgmästartjänsten erhöll han kommerseråds titel. Tillsammans med Anders Nohrström köpte han 1744 Strömfors järnbruk, och var även delägare i Orijärvi koppargruva. Han köpte även från 1750 omfattande jordegendomar, inte minst frälsejord som gjorde att hans upphöjelse till adligt stånd 1767 kom mycket lägligt.